# Acidiplasma
Acidiplasma es un género de arqueas incluido dentro del filo Methanobacteriota (Arquea).

## Etimología
El nombre Acidiplasma se derive de:
latín moderno género neutro acidum, un ácido; griego género neutro sustantivo plasma (πλάσμα), algo moldeado; latín moderno género neutro sustantivo Acidiplasma, una forme que ama ácido.

## Especies
El género contiene 2 especies (incluyendo basófonos y sinónimos), específicamente
- A. aeolicum (Golyshina et al. 2009,  (especie tipo del género); latín género neutro adjetivo aeolicum, del Archipiélago Eólico, que contiene Isla Vulcano, dónde este cepa fue aislado)[3]
- A. cupricumulans ((Hawkes et al. 2008) Golyshina et al. 2009; latín sustantivo cuprum, cobre; latín participio adjetivo cumulans, acumulando; latín moderno participio adjetivo cupricumulans, que acumula cobre)[3]